# 이지현 (1972년)
이지현(1972년 10월 20일 ~ )은 대한민국의 배우이다.

## 학력
- 경기여자고등학교
- 홍익대학교 교육학과 졸업(91’)

## 출연작

### 영화
- 《여섯 개의 시선》 (2003년) - 간호사 2 역
- 《분신사바》 (2004년) - 양호 선생 역
- 《사랑할 때 이야기하는 것들》 (2006년) - 혜란 동업 선배 역
- 《싸이보그지만 괜찮아》 (2006년) - 영군의 이모 역
- 《고양이 : 죽음을 보는 두 개의 눈》 (2011년) - 수의사 역
- 《드림》 (2023년) - 진주 역
- 《세기말의 사랑》 (2024년) - 혜옥 역

### 드라마
- 《식샤를 합시다 3》 (tvN, 2017년) - 김미숙 역
- 《더 패키지》 (JTBC, 2017년) - 한복자 역
- 《그냥 사랑하는 사이》 (JTBC, 2017년) - 문병호 아내 역 (특별출연)
- 《추리의 여왕 2》 (KBS2, 2018년) - 이영숙 역
- 《아름다운 세상》 (JTBC, 2019년) - 임숙희 역
- 《어비스》 (tvN, 2019년) - 장선영 역
- 《봄밤》 (MBC, 2019년) - 서인의 이혼 상담 변호사 역
- 《낭만닥터 김사부 2》 (SBS, 2020년) - 최순영 소방대원의 어머니 역
- 《안녕 드라큘라》 (JTBC, 2020년) - 미영 역
- 《쌍갑포차》 (JTBC, 2020년) - 오 부장 아내 역 (특별출연)
- 《더 킹 : 영원의 군주》 (SBS, 2020년) - 은섭과 은비, 은우 남매의 어머니 역
- 《슬기로운 의사생활》 (tvN, 2020년)
- 《허쉬》 (JTBC, 2020년) - 강선영 역
- 《선배 그 립스틱 바르지 마요》 (JTBC, 2021년) - 오월순 역
- 《지금 우리 학교는》(Netflix, 2022년) 청산모 역
- 《서른, 아홉》 (JTBC, 2022년) - 김경애 역
- 《너에게 가는 속도 493KM》 (KBS2, 2022년) - 조향숙 역
- 《어쩌다 마주친, 그대》 (KBS2, 2023년) - 이순애 역
- 《낭만닥터 김사부 3》 (SBS, 2023년) - 최순영 소방대원의 어머니 역
- 《기적의 형제》 (JTBC, 2023년) - 이수연 역
- 《경성크리처》 (Netflix, 2023년) - 영관의 어머니 역 (특별출연)
- 《폭싹 속았수다》  (Netflix 2025년) - 박충섭의 어머니 분희 역

### 연극
- 《멍추같은 영감》(1995년)
- 《날보러와요》(1997년) - 미스김 역
- 《김치국씨 환장하다》(1999년)
- 《락희맨쇼》(1999년) - 나미 역
- 《장군슈퍼》(2003년) -선희 역
- 《다녀왔습니다》(2005년) -경희 역
- 《춘천 거기》 (2005년) - 선영 역
- 《쉬어 매드니스》 (2006년) - 장와와 역
- 《과학하는 마음 - 진화하는 오후》 (2007년) - 미나모토 역
- 《임대아파트》(2007년) -정현 역
- 《서울노트》 (2008년) - 그림을 좋아하는 여자 역
- 《엄마열전》 (2008년) - 둘째 며느리 역
- 《민들레 바람되어》 (2009년) - 노부인 역
- 《금녀와 정희》 (2009년) - 신평댁 역
- 《민들레 바람되어 - 고양》 (2009년)
- 《세상에서 가장 아름다운 이별》 (2010년) - 근덕댁 역
- 《예기치 않은》 (2010년) - 수정 역
- 《민들레 바람되어》 (2011년) - 노부인 역
- 《세상에서 가장 아름다운 이별 - 태백》 (2011년) - 근덕댁 역
- 《1동 28번지 차숙이네》 (2011년) - 차숙 역
- 《과학하는 마음 - 숲의 심연》 (2011년) -조기쁨 역
- 《2011 서울국제공연예술제 - 예기치 않은》 (2011년) - 수정 역
- 《서울노트》 (2012년) -그림을 좋아하는 여자 역
- 《그리고 또 하루》 (2012년) - 여자 역
- 《뻘》 (2012년) - 나조금 역
- 《로풍찬 유랑극장》 (2012년) - 조귀엽 역
- 《그리고 또 하루》 (2013년) - 여자 역
- 《브루스니까 숲》 (2013년) - 여자 역
- 《달나라 연속극》 (2014년) - 여만자 역
- 《뺑뺑뺑》 (2014년)
- 《슬픈 연극》 (2014년) - 심숙자 역
- 《로풍찬 유랑극장》 (2014년) -조귀엽 역
- 《민들레 바람되어》 (2014년) - 노부인 역
- 《달나라 연속극 - 대전》 (2014년) - 여만자 역
- 《민들레 바람되어》 (2015년) - 노부인 역
- 《조씨고아, 복수의 씨앗》 (2015년) - 정영의 처 역
- 《스물스물 차이무 - 양덕원 이야기》 (2016년) - 엄마 역
- 《연극열전 - 킬 미 나우》 (2016년) - 로빈 역
- 《민들레 바람되어》 (2016년) - 노부인 역
- 《과학하는 마음 - 숲의 심연》 (2016년) - 조기쁨 역
- 《조씨고아, 복수의 씨앗》 (2017년) - 정영의 처 역
- 《킬 미 나우》 (2017년) - 로빈 역
- 《트로이의 여인들》 (2017년) - 헤카베 역
- 《로풍찬 유랑극장》 (2018년) - 조귀엽 역
- 《조씨고아, 복수의 씨앗》 (2018년) - 정영의 처 역
- 《막다른 곳의 궁전》 (2018년) -나르자스 역
- 《이게 마지막이야》 (2020년) -이정화 역
- 《조씨고아, 복수의 씨앗》 (2021년) - 정영의 처 역
- 《편입생》(2022년) - 조지아 딘 역
- 《20세기 블루스》 (2023년) - 개비 역
- 《잘못된 성장의 사례》(2023년) - 은주 역
- 《조씨고아, 복수의 씨앗》(2024년) -정영의 처 역
- 《은의 혀》(2024년) - 정은 역